# 庫茨洛爾巴赫河

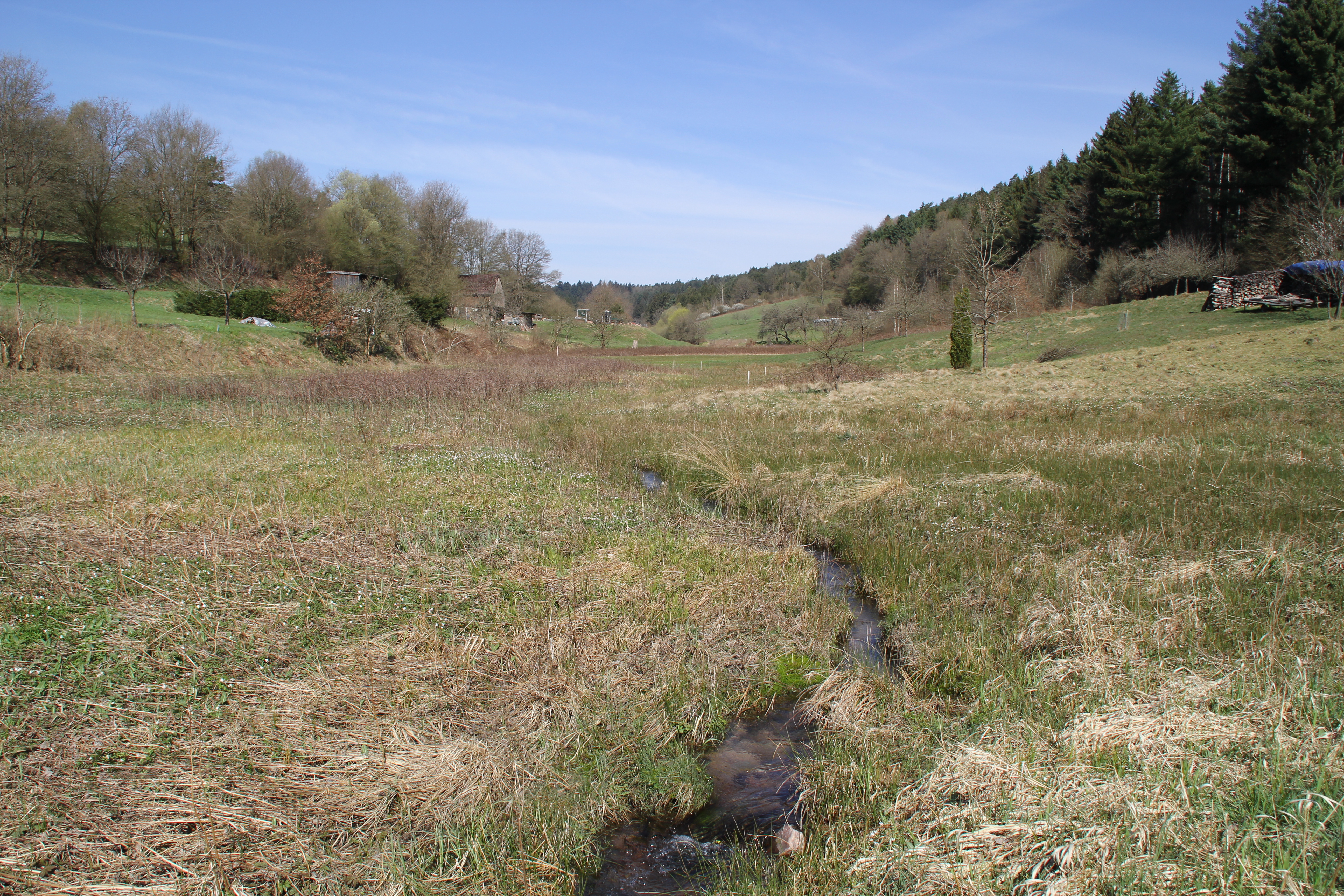

50°1′36.73″N 9°22′31.83″E / 50.0268694°N 9.3755083°E
庫茨洛爾巴赫河（德語：Kurzer Lohrbach），是德國的河流，位於該國東南部，由巴伐利亞負責管轄，屬於洛爾巴赫河的左支流，河道全長2.5公里，流域面積4.8平方公里。